# خلومانی
خلومانی (به چکی: Chlumany) یک منطقهٔ مسکونی در جمهوری چک است که در ناحیه پراخاتیتسه واقع شده‌است. خلومانی ۵٫۵۵ کیلومتر مربع مساحت و ۳۱۵ نفر جمعیت دارد و ۵۲۸ متر بالاتر از سطح دریا واقع شده‌است.